# 安國寺 (臺灣)
安國寺位於中華民國（臺灣）臺北市北投區復興三路，為主祀釋迦牟尼之佛教廟宇，大殿中主要供奉的是千手千眼觀世音菩薩。該建物興建於1935年，於1991年交託佛光山接管，今為位於台北北投區之仿古廟宇建築。另外，該廟宇的組織型態為管理人制，祭典日期則是每年農曆之四月初八。安國寺瀛妙和尚為台灣第三位肉身菩薩（慈航、清雲）。

## 外部連結
- 安國寺簡介 （页面存档备份，存于）